# Tolosa (Spanyolország)
Tolosa község Spanyolországban, Gipuzkoa tartományban. Tolosa Alkiza, Albiztur, Alegia, Ikaztegieta, Legorreta, Hernialde, Anoeta, Irura, Villabona, Ibarra, Leaburu, Altzo, Berastegi, Lizartza, Gaztelu, Araitz és Amezketa községekkel határos. Lakosainak száma 20 109 fő (2024).

## Népesség
A település népessége az utóbbi években az alábbiak szerint változott:
| Lakosok száma | 18 102 | 17 798 | 17 877 | 18 044 | 18 232 | 18 936 | 19 175 | 19 667 | 19 795 | 20 109 |
|               | 2001   | 2004   | 2006   | 2009   | 2011   | 2014   | 2016   | 2019   | 2021   | 2024   |